# شعار جرينلاند
شعار جرينلاند، عبارة عن درع أزرق يحمل دباً قطبياً منتصباً. اُدخل هذا الرمز لأول مرة في شعار النبالة الدنماركي عام 1666، ولا يزال ممثلاً في شعار العائلة المالكة الدنماركية. في السياق الدنماركي، ظهر الدب في الأصل وهو يمشي بشكل طبيعي، ولكن تم تحديد وضعه ليكون مستقيماً منتصباً عام 1819. تُظهر لفة لندن لعام 1470 ذراعين مكتوب عليهما Le Roy de Greneland (ملك جرينلاند) يضم درعاً يصور دباً قطبياً محاطاً بثلاثة طيور. لم يعكس هذا اللقب الملكي أي لقب رسمي، بل يعكس فقط إمكانية استخدام الأسلحة من قبل أي شخص يسيطر على جرينلاند.
تم تصميم شعار النبالة الحالي من قبل الفنان الجرينلاندي جينس روزينج واُعتمد شعاراً رسمياً في 1 مايو 1989 من قبل برلمان جرينلاند. يرمز الدب القطبي إلى الحيوانات في جرينلاند، ويرمز اللون الأزرق (اللازوردي) إلى المحيط الأطلنطي والمحيط المتجمد الشمالي المحيط بجرينلاند. بدلاً عن النسخة الدنماركية في الأذرع الملكية التي تتبع التقليد الشعاري في رفع القدم الأمامية اليمنى، يرفع الدب القطبي الموجود على شعار النبالة الجرينلاندي القدم الأمامية اليسرى، وذلك بسبب اعتقاد الإنويت التقليدي بأن الدب القطبي أعسر. يتم استخدام شعارات مماثلة من قبل ممثل الحكومة الدنماركية الرسمي في جرينلاند. في هذه الحالة، يرفع الدب مخلبه الأيمن، ويتوج الدرع بالتاج الملكي.
لا تحدد المواصفات الدنماركية الرسمية للأذرع أي قدم يتم رفعها، لذلك لا يوجد تعارض بين الإصدارات المختلفة.
الشعار في المصطلحات الشعارية هو: لونه لازوردي، به دب قطبي.
تم إدراج الدب القطبي لأول مرة كرمز لجرينلاند في شعار النبالة الدنماركي في عهد الملك فريدريك الثالث ملك الدنمارك، لكنه لم يُستخدم استخداماً واسع النطاق بمفرده حتى أوائل القرن العشرين.

## معرض الصور

شعار جرينلاند (نسخة قديمة)
شعار النبالة لمقاطعة جرينلاند (ألغي في 1 مايو 1979).